# Martin de Vries
Martin de Vries (Groninga, 7 aprile 1960) è un ex cestista e dirigente sportivo olandese.

## Carriera
Con i Paesi Bassi ha disputato i Campionati europei del 1985.

## Palmarès
- Campionato olandese: 1

Donar Groningen: 1981-82